# Yanic Perreault
Yanic Jacques Perreault (* 4. April 1971 in Sherbrooke, Québec) ist ein ehemaliger kanadischer Eishockeyspieler und derzeitiger -trainer, der im Verlauf seiner aktiven Karriere zwischen 1988 und 2008 unter anderem 859 Spiele für die Los Angeles Kings, Toronto Maple Leafs, Canadiens de Montréal, Nashville Predators, Phoenix Coyotes und Chicago Blackhawks in der National Hockey League (NHL) auf der Position des Centers bestritten hat. Seinen größten Karriereerfolg feierte Perreault jedoch im Trikot der kanadischen Nationalmannschaft mit dem Gewinn der Silbermedaille bei der Weltmeisterschaft 1996.

## Karriere
Perreault, der auf der Center-Position spielt, begann seine Karriere bei den Draveurs de Trois-Rivières in der kanadischen Juniorenliga Ligue de hockey junior majeur du Québec, bevor er beim NHL Entry Draft 1991 als 47. in der ersten Runde von den Toronto Maple Leafs ausgewählt (gedraftet) wurde.
Seine ersten Profijahre verbrachte Perreault in der American Hockey League bei den St. John’s Maple Leafs, einem damaligen Farmteam von Toronto. Seine ersten NHL-Spiele für die Toronto Maple Leafs bestritt er schließlich in der Saison 1993/94, nach der er Toronto in Richtung Los Angeles Kings verließ. Doch auch in seiner ersten Saison bei den Kings wurde er öfter bei deren Farmteam, den Phoenix Roadrunners, in der International Hockey League als in der höchsten nordamerikanischen Spielklasse eingesetzt. Die Saison 1994/95 sollte jedoch die bisher letzte Saison Perreaults in einer unterklassigen Liga sein, ab der folgenden Spielzeit gehörte er zum Stammpersonal der Kings, was sich auch bei seiner Rückkehr nach Toronto während der Saison 1998/99 sowie seinen weiteren NHL-Stationen, den Canadiens de Montréal und den Nashville Predators, nicht änderte. 
Vor der Saison 2006/07 lief der Vertrag des Linksschützen bei den Predators aus und erst als die Saison bereits lief, erhielt er einen neuen Vertrag bei den Phoenix Coyotes, die er auch im NHL All-Star Game 2007 vertrat. Am 27. Februar 2007 kehrte er in einem Transfergeschäft erneut zu den Toronto Maple Leafs zurück. Nachdem sein Vertrag in Toronto im Sommer 2007 ausgelaufen war, wechselte er zu den Chicago Blackhawks. Im Anschluss an die Saison 2007/08 beendete er seine Karriere und arbeitete als Trainer in der Organisation der Blackhawks.

## Erfolge und Auszeichnungen
| - 1989 LHJMQ All-Rookie Team - 1989 Trophée Michel Bergeron - 1989 CHL Rookie of the Year - 1990 Trophée Marcel Robert - 1991 LHJMQ-Offensivspieler des Jahres - 1991 Trophée Jean Béliveau | - 1991 Trophée Michel Brière - 1991 Trophée Frank J. Selke - 1991 LHJMQ First All-Star Team - 2007 Teilnahme am NHL All-Star Game - 2011 Aufnahme in den Temple de la Renommée de la LHJMQ |

### International
- 1996 Silbermedaille bei der Weltmeisterschaft
- 1996 Topscorer der Weltmeisterschaft
- 1996 Bester Torschütze der Weltmeisterschaft
- 1996 Bester Stürmer der Weltmeisterschaft

## Karrierestatistik

### International
Vertrat Kanada bei:
- Weltmeisterschaft 1996

(Legende zur Spielerstatistik: Sp oder GP = absolvierte Spiele; T oder G = erzielte Tore; V oder A = erzielte Assists; Pkt oder Pts = erzielte Scorerpunkte; SM oder PIM = erhaltene Strafminuten; +/− = Plus/Minus-Bilanz; PP = erzielte Überzahltore; SH = erzielte Unterzahltore; GW = erzielte Siegtore; 1 Play-downs/Relegation; Kursiv: Statistik nicht vollständig)